# Hetsande hund

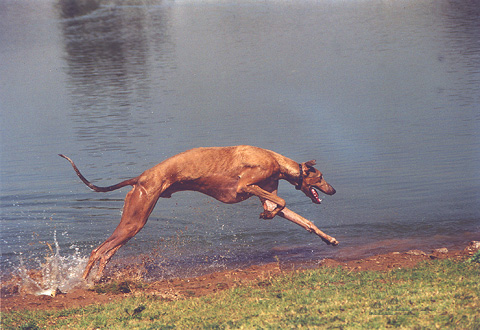
En greyhound.

Hetsande hundar är jakthundar som används till eller avlats fram för hetsjakt.
Det är en jaktform där hundar jagar ikapp viltet för att döda det eller hålla fast det tills jägaren hinner fram för att döda det.
Under medeltiden avlade man fram speciella hundraser som användes vid adelns parforcejakter. En sådan ras var den franska Chien Gris de Saint Louis, vilken numera är utdöd.
Den hundrastyp som främst är specialiserad på denna typ av jakt är vinthundar. De jagar med synen (engelska sight hounds) och är snabba galoppörer på korta sträckor, men inte särskilt uthålliga. De jagar oftast i par eller i flock. Andra hundar med liknande jaktsätt är urhundar, som ofta också använder sig av hörseln och som oftare dödar bytet.
I södra Afrika har rhodesian ridgeback använts för hetsjakt på lejon.
Vid engelsk rävjakt i Storbritannien och på Irland har främst hundar av rasen Foxhound använts, i USA används ofta American foxhound för detta ändamål. Till liknande jakt till fots används mindre och långsammare hundar, främst beagle.

## Hetsande hundar inom hundsporten
Hetsande hundar används inom hundsporterna hundkapplöpning och lure coursing.